# 竹内正
竹内 正（たけうち ただし、1949年（昭和24年）9月4日 - ）は日本の政治家。元新潟県白根市（現・新潟市）長（2期）。歯科医師。

## 経歴
新潟県出身。新潟県立新潟高等学校を経て、日本大学歯学部卒。卒業後は地元で歯科医院を開業する。新潟県歯科医師会理事、日本青年会議所新潟ブロック協議会副会長、白根青年会議所理事長などを務める。
1993年結党されたばかりの日本新党単独推薦で白根市長選挙に立候補し、自民、社会両党などが推す現職の候補を破って初当選する。投票率は80.31%だった。当選には政治不信や既成政党に対する不満もあるとされた。1997年に再選（投票率は41.12%）。2001年には元月潟村役場課長の吉沢真澄に敗れた（投票率は69.70%）。